# Антропова Тамара Михайлівна
Тамара Михайлівна Антропова (нар. 26 квітня 1986, м. Київ, Українська РСР, СРСР) — українська акторка театру і кіно, дубляжу, театральна режисерка.

## Життєпис
Тамара Антропова народилась 1986 року. Закінчивши загальноосвітню школу в 2002 році, вступила до естрадно-циркового коледжу. У 2008 році вступила до Київського національного університету театру, кіно і телебачення імені Івана Карпенка-Карого. Навчалася на курсі народного артиста України, професора Едуарда Митницького. Вже на першому курсі її викладач — художній керівник Театру драми і комедії на лівому березі Дніпра Е. Митницький прийняв Тамару Антропову помічницею режисера театру.
У 2018 році на базі театральної студії Тамара Антропова створила аматорський театр TheatreRoom, який нині базується в Києві. Разом зі своєю колегою Анною Сімсон, що стала другою режисеркою, здійснили постановку п'єси «Дядя Саша м'ясник».

## Творчість
Ще під час навчання у театральному виші Тамара Антропова у 2012 році з виставою «Мене немає» за п'єсою В. Сігарева «Сонечка повертаються на небо» (перший акт) потрапила в номінацію «Найкращий режисерський дебют» театральної премії «Київська пектораль».
У 2008—2014 та 2018—2019 роках служила у трупі Київського академічного театру драми і комедії на лівому березі Дніпра.
|  | «Квартира, в якій я зараз живу, дуже маленька, і в ній, на жаль, книг немає. Але поруч квартира мами, і я весь час беру книги у неї. У дитинстві навіть переписала всі видання, які там були. Окремо стоїть театральна література, окремо спеціальна, якась там географічна та історична, окремо художня. Є ще радянські письменники, яких я не читала і навіть не знаю, хто вони такі. А взагалі я люблю розставляти книги за кольором корінців, щоб красиво поєднувалися». |

У 2014 році, як режисерка в Київському академічному театрі драми і комедії на лівому березі Дніпра поставила виставу «Жіноча логіка».
У 2019 році зіграла головну роль Кайдашихи Марусі у виставі «Кайдаші 2.0» у Дикому театрі, а також донну Ельвіру у виставі «Дон Жуан. Коктейль» у Київському академічному театрі «Актор».
У вересні 2024 року за результатами конкурсу на заміщення вакантних посад увійшла до складу трупи Державного підприємства «Національний академічний драматичний театр імені Івана Франка» в якості артиста драми ІІ категорії.

### Поставлені вистави
Театр драми і комедії на лівому березі Дніпра
- «Мене немає» за п'єсою В. Сігарева «Сонечка повертаються на небо» (перший акт), 2011
- «Жіноча логіка» А. Крима, 2014

### Ролі в театрі
Театр драми і комедії на лівому березі Дніпра
- Тетяна — «Мене немає (Пізно залякувати…)» за п'єсою Л. Проталіна «Отже вона звалася, Тетяною» (другий акт), 2011
- Шмідт — «Безхребетність» І. Лаузунд, 2012
- Жінка — «Вечір з гарненькою та самотньою» О. Єрнєва, 2013
- Феліція — «З коханими не розслабляйтеся», за п'єсою «Випадковий дотик» Д. Керр, 2014
- Секлита Пилипівна Лимариха — «ГолохвастOFF», за мотивами п'єси М. Старицького «За двома зайцями», 2019

Театр «Срібний острів»
- Естрела Хогенгарден — «Татуйована роза» Т. Вільямса, 2004
- Надя — «Детектор лжи» В. Сігарева, 2010

### Ролі в кіно
- 2007 — Дурненька зірка — епізод (в титрах: Тома Антропова)
- 2014 — Особиста справа
- 2015 — Пес (12-а серія «Месник») — Ірина Іващенко, секретарка
- 2015 — Закохані жінки — Олена
- 2016 — Центральна лікарня — дружина Сергія
- 2016 — Село на мільйон — епізод (в титрах Т. Антрапова)
- 2016 — Поганий хороший коп — повія
- 2017 — Що робить твоя дружина? — модераторка
- 2017 — Таємниці і брехня — Оксана
- 2017 — Протистояння — епізод
- 2017 — Не можу забути тебе — Тамара, медсестра
- 2017 — Ментівські війни. Київ (Фільмі 8 «Не вір очам своїм»)
- 2017 — Обручка з рубіном — Жанна
- 2017 — Спокуса — старша донька Кумачова
- 2017 — Спокуса-2 — старша донька Кумачова (головна роль у телесеріалі)
- 2018 — Ти моя улюблена — епізод
- 2018 — Доля обміну не підлягає — Наталія (головна роль у телесеріалі)
- 2018 — Хто ти? — епізод
- 2018 — Дружина за обміном
- 2018 — Утікачка — Поліна (головна роль у телесеріалі)
- 2018 — Аметистова сережка
- 2019 — Папік — буфетчиця
- 2019 — У неділю зранку зілля копала — Катерина
- 2019 — Готель «Купідон» — квітникарка
- 2019 — Кримінальний журналіст — Еліна, дружина Віктора
- 2019 — Будинок який — Катерина
- 2019 — «Я все тобі доведу» (головна роль у телесеріалі)
- 2020 — «Кришталева мрія»
- 2020 — «Час іти, час повертатись» (головна роль у телесеріалі)
- 2021 — «Непрекрасна леді»
- 2021 — Врятувати Віру — Тетяна
- 2021 — Мама — Люся Шуляк, дружина Богдана (1-й сезон)[9][10]
- 2021 — «Справа тих, хто потопає»
- 2021 — «Ігри дітей старшого віку» (головна роль у телесеріалі)
- 2021 — «Непрекрасна леді» (головна роль у телесеріалі)
- 2021 — «Врятувати маму» (Світлана, головна роль)
- 2021 — «Оптика» (головна роль у фільмі)
- 2021 — «Простір» (головна роль у фільмі)
- 2022 — Мама. Продовження — Люся Шуляк, дружина Богдана (2-й сезон)[11]
- 2023 — Юрик. Дорога, не торкаючись землі — мама Юрика (головна роль у телефільмі)
- 2023 — Ботоферма — Віка (головна роль)
- 2024 — «Хазяїн 2. На своїй землі» — (головна роль)
- 2024 — «ОПГ» — (головна роль)
- 2025 — Парочка слідчих — Стелла

## Нагороди та номінації
- Театральна премія «Київська пектораль» у номінацію «Найкращий режисерський дебют» з виставою «Мене немає» за п'єсою В. Сігарева «Сонечка повертаються на небо» (2012).